# Clematis pubescens
Clematis pubescens är en ranunkelväxtart som beskrevs av Hueg. och Stephan Ladislaus Endlicher. Clematis pubescens ingår i släktet klematisar, och familjen ranunkelväxter. Inga underarter finns listade i Catalogue of Life.

## Bildgalleri

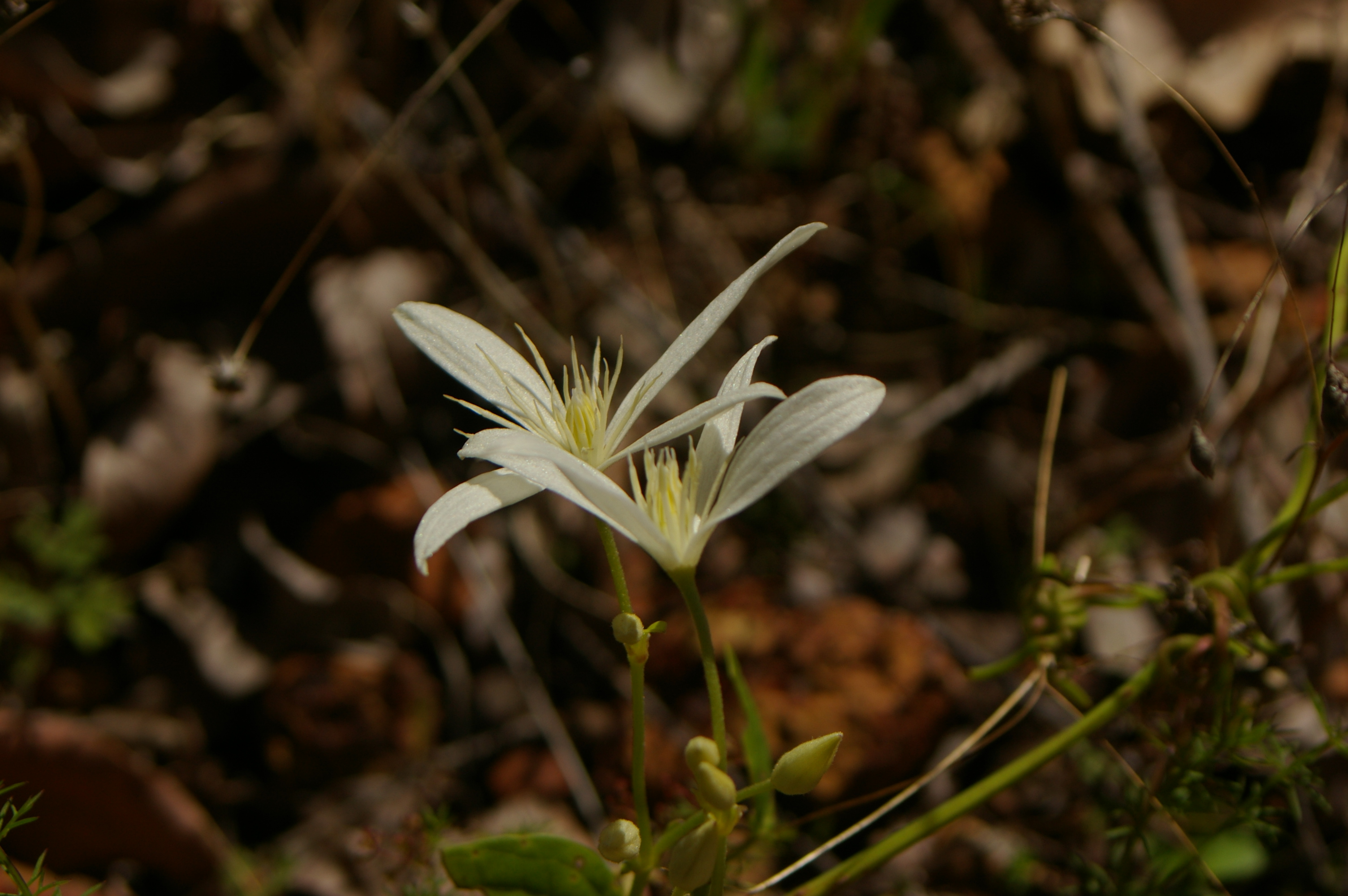
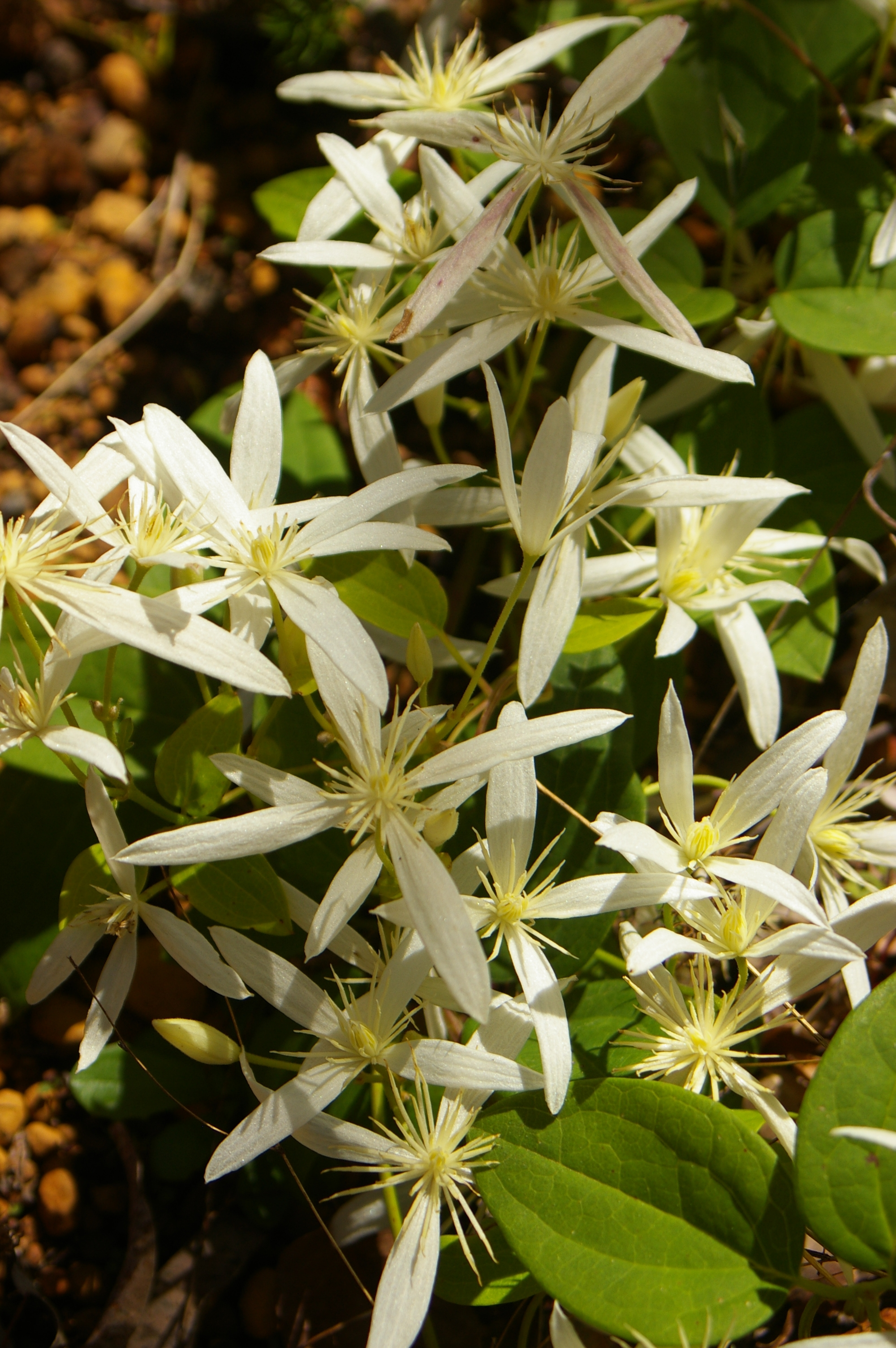
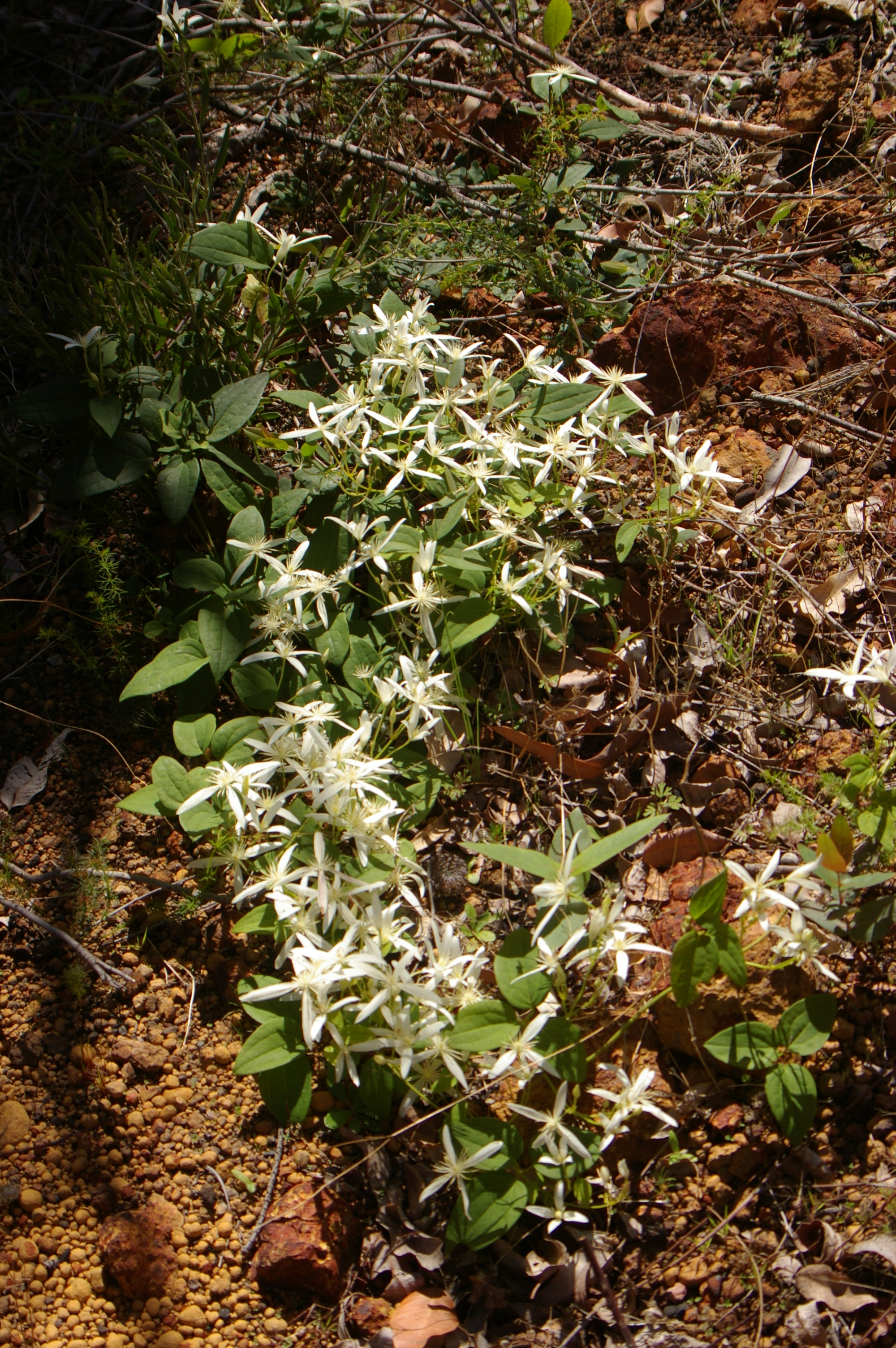